# Вольвач Василь Васильович
Василь Васильович Вольвач (19 грудня 1941 — 22 січня 2016) — російський науковець українського походження, доктор географічних наук.

## Біографія
Василь Васильович Вольвач народився 19 грудня 1941 року у селі Вольвачівка — нині Новопрокопівка, Токмацький район, Запорізької області. У свідоцтві, виданому в період німецької окупації, вказувалось, що він народився 17 жовтня 1942 року. Надалі ця дата вказується у всіх офіційних документах.
Василь був п'ятою дитиною у родині таврійських селян-колгоспників Василя та Христі Вольвачів. Сестра Олександра (Саня) померла немовлям у страшному Голодоморі в 1933 році. Родина, з якої вийшло троє науковців, чудом вижила під час голоду 1946—1947 років.
У 1958 році закінчив 10 класів Новопрокопівської середньої школи у Запорізькій області. Для набуття трудового стажу, необхідного для вступу до вищого навчального закладу (на той час тоді існували такі правила), він два роки працював на різних роботах у колгоспі.
У 1960 році вступив до Одеського гідрометеорологічного інституту, який закінчив весною 1965 року, отримавши фах інженера-агрометеоролога. Більшість випускників Одеського гідромету за розподілом направляли на роботу за межі України, головним чином в Інститут експериментальної метеорології (Росія). Невдовзі з цього інституту виокремили та сформували Всесоюзний науково-дослідний інститут сільськогосподарської метеорології (надалі агрометеорології). Працюючи інженером та науковим співробітником, заочно навчався в аспірантурі (інститут експериментальної метеорології за спеціальністю «агрометеорологія»). Проходив стажування у відділі агрометеорології Всесоюзного науково-дослідного інституту рослинництва ім. академіка Миколи Вавілова у Ленінграді. Рік відбував військову службу на космічному полігоні під Архангельськом. У 1972 році захистив кандидатську дисертацію на тему «Агрометеорологічна оцінка умов розвитку колорадського жука на європейських територіях СРСР» (спеціальність 693 — агрометеорологія). В 1975 році надано наукове звання старшого наукового співробітника.
У 2002 році у російському Гідрометцентрі захистив докторську дисертацію на тему «Теоретичні та методичні питання вдосконалення агрометеорологічного забезпечення адаптивного забезпечення ведення рослинництва» (за спеціальністю «метеорологія та агрометеорологія»).
У Всеросійському науково-дослідному інституті сільськогосподарської метеорології дослідник працював до самої смерті 22 січня 2016 року, похований у місті Обнінську Калузької області.

## Наукові інтереси
Крім глибокого вивчення біології та впливу агрометеорологічних чинників на розвиток та ареал колорадського жука у Європейській частині СРСР, дослідник розробив динамічний метод боротьби з заморозками з використанням гвинтокрилів. Спільно з Академією сільськогосподарських наук та Інститутом сільського господарства науковець створив модель формування морозостійкості плодових та зернових культур.
Учений досить плідно працював над забезпеченням агрометеорологічної служби приладами та технічними засобами, розробляв нові та вдосконалював існуючі методи агрометеорологічного забезпечення аграрного сектора економіки.
В останні роки доктор географічних наук Василь Вольвач у Всеросійському науково-дослідному інституті сільськогосподарської метеорології Росгідромета очолював відділ «Агрометеорологічних спостережень і методичного керівництва мережею та інформаційного забезпечення спостережень сільськогосподарських технологій».
Василь Вольвач — автор понад 100 наукових праць, які публікувались у провідних наукових часописах.
Під його керівництвом двоє вихованців захистили кандидатські дисертації.
Наукові напрацювання доктора географічних наук Василя Вольвача широко відомі закордонним дослідникам. Учений брав активну участь у багатьох міжнародних нарадах та конференціях під егідою Всесвітньої метеорологічної служби (ВМС). Інформація про наукову діяльність В. Вольвача постійно була присутня у Калузькій обласній та Обнінській міських газетах у 1970—2016 рр.

## Монографії
- Моделювання впливу агрометеорологічних чинників на розвиток колорадського жука. Ленінград, 1987 рік, 240 с.
- Агрометеорологічні вимірювання (у співавторстві з О. В. Вольвач), Одеса, 2006, 200 с.

## Нагороди
Вченого нагороджено трьома бронзовими медалями та почесним дипломом ВДНГ СРСР, нагрудним знаком «Винахідник СРСР», преміями Центральної ради Всесоюзного товариства винахідників та раціоналізаторів і Комітету у справах винахідництва та відкриттів СРСР. Він — Почесний працівник Гідрометеорологічної служби Росії.
У 2013 році йому надано почесне звання «Заслужений метеоролог Росії».